# Mark Dean
Mark E. Dean (Jefferson City, 2 de março de 1957) é um engenheiro, informático e inventor estadunidense.
Ele liderou a equipe que desenvolveu o barramento ISA e a equipe de design que criou o primeiro chip processador de computador a giga-hertz. Detém três das nove patentes originais da IBM.

## Antecedentes
Nascido em Jefferson City, Missouri, Mark Dean possuiu um diploma de bacharelado em engenharia elétrica pela Universidade do Tennessee, um diploma de mestre em engenharia elétrica pela Universidade Atlântica da Flórida e um Ph.D. em engenharia elétrica pela Universidade Stanford.
Mark Dean é o primeiro afro-americano a se tornar um sócio da IBM, que é o maior nível de excelência técnica da companhia. Em 1997, foi incluído no Hall da Fama Estadunidense de Inventores. Atualmente ele é um vice-residente da IBM, supervisionando a IBM Almaden Research Center em São José (Califórnia).
Mark Dean detém mais de 20 patentes.
Dean liderou uma equipe que desenvolveu a arquitetura interior para o sistema ISA, que permite que vários dispositivos, como modems e impressoras, sejam conectados a computadores pessoais.
Mark marcou história novamente por comandar a equipe de design responsável por criar o primeiro chip processador RISC de 1 giga-hertz, outro passo significativo para tornar os computadores mais rápidos e menores.